# Accordo di settima
Un accordo di settima è un accordo costituito dalla sovrapposizione di quattro suoni, ciascuno distante una terza dal precedente. Ne risulta che le tre note successive alla nota fondamentale saranno ad un intervallo rispettivamente di terza, quinta e settima da detta nota. A seconda della qualità di questi intervalli, si distinguono sette specie di accordi di settima.
La teoria musicale considera dissonanti tutti gli accordi di settima.

## Settima di prima specie
L'accordo di settima di prima specie è anche chiamato settima di dominante perché si forma prevalentemente sul V grado di una tonalità maggiore o minore. Nello stato fondamentale è composto da una terza maggiore, una quinta giusta e una settima minore; è molto importante nella musica tonale, poiché genera una forte attrazione verso la tonica della tonalità. L'intervallo di settima minore sovrapposto alla triade maggiore nacque come ritardo che risolveva scendendo; solo in un secondo momento l’accordo di settima comparve come accordo indipendente.

### Esempio

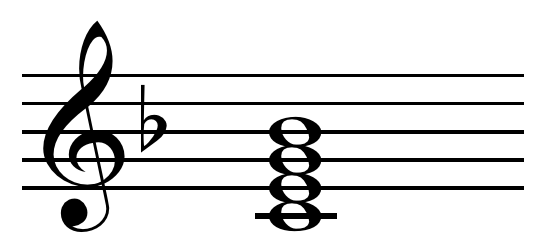
Settima di prima specie sul Do

La funzione armonica dell'accordo di dominante è quella di risolvere sull'accordo di tonica (accordo costruito sul primo grado, maggiore o minore che sia). Ciò in quanto l'accordo di dominante contiene al suo interno un tritono fra il terzo e il settimo grado.
Assumendo a carattere esemplificativo l'accordo di Do7, esso sarà composto dalle note Do, Mi (terza maggiore), Sol (quinta giusta) e Si♭ (settima minore). Il tritono sarà dunque dato dalla compresenza del Mi e del Si♭. Ora, il Mi è la sensibile della scala di Fa maggiore, e come tale ha una forte tendenza a risolvere sulla tonica, cioè sullo stesso Fa, mentre la settima (Si♭) tende a scendere di grado, cioè tende al La (terza maggiore della scala di Fa). La settima di dominante esprime perciò una sonorità ricca di tensione, che trova nell'accordo di tonica la sua naturale risoluzione. Pertanto, sempre nel nostro esempio, Do7 dovrà essere seguito, a seconda della scala tonale che lo ospita, da Fa maggiore o minore.
Poiché la settima di dominante ha funzione di dominante può risolvere anche sul VI grado della tonalità d'appartenenza e anche sul VI grado maggiore della omonima minore, se la tonica è maggiore, o sul VI grado minore della omonima maggiore, se la tonalità è minore. Per esempio, se la tonalità di riferimento è quella di Do maggiore, la sua settima di dominante, Sol7, può risolvere su La minore (sesto grado di Do maggiore) o su La♭ maggiore (sesto grado di Do minore). In Sol minore, Re7 potrà risolvere su Mi♭ maggiore, ovvero su Mi minore.

Confronto della risoluzione dell'accordo di settima di dominante e di sesta eccedente

L'accordo di settima di dominante non va confuso con quello di sesta eccedente tedesca anche se, dal punto di vista dell’enarmonia, le note che lo compongono hanno lo stesso suono (per esempio fa è la settima del sol, mi♯ è la sesta eccedente del sol). Ciò che è essenzialmente diverso tra i due accordi è la risoluzione, ossia il loro comportamento, dovuto al fatto che l'accordo di sesta eccedente nasce dall'accordo di doppia dominante (V del V o VII del V) che risolve sulla dominante, mentre l’accordo di settima normalmente risolve sul primo grado. Quando la doppia dominante costruita sul VII grado viene posto in secondo rivolto (con la quinta al basso) e la quinta viene abbassata di un semitono, si genera un intervallo di sesta eccedente tra il basso e una delle note superiori. I suoni (dal punto di vista dell’enarmonia) sono gli stessi dell’accordo di settima, ma comportamento è diverso come mostrato nel seguente esempio:
- Settima di dominante: La♭7 (La♭ Do Mi♭ Sol♭- quinto grado di Re♭), risolve sul primo grado di Re♭ come segue (partendo dal basso): Il La♭ va a Re♭, il Do scende a La♭ o sale a Re♭, il Mi♭ scende a Re♭, il Sol♭ scende a Fa
- Sesta eccedente Mi♭dim con la quinta abbassata (La♭ Do Mi♭ Fa♯ - settimo grado di sol) risolve sul Sol (V grado di Do) come segue (partendo dal basso): Il La♭ scende a Sol, il Do scende a Si, il Mi♭ scende a Re, il Fa♯ sale a Sol[2]

## Settima di seconda specie
L'accordo di settima di seconda specie (es. Rem7) nello stato fondamentale è composto da una terza minore, una quinta giusta e una settima minore.
Si usa nel modo maggiore sul II che va al V° o VII°, sul III° che va al IV° e sul VI° che va al II° o IV° e nel modo minore lo si trova sul IV grado che risolve sul V grado.
A prescindere da quale grado della scala si trovi, tendenzialmente un accordo di settima di seconda specie ha funzione di sottodominante e perciò è utile per modulare. Ad esempio, l'accordo di settima di seconda specie sul VI° della tonalità di do maggiore potrà essere considerato II° di sol maggiore oppure IV° di mi minore. Da ciò deduciamo che ogni singolo accordo di settima di seconda specie può essere considerato come II° di una tonalità maggiore o come IV° di una tonalità minore.

## Settima di terza specie
L'accordo di settima di terza specie (es. SiØ) nello stato fondamentale è composto da una terza minore, una quinta diminuita e una settima minore.
L'accordo in questione si costruisce sul VII di una scala maggiore e ha funzione di dominante perciò la sua risoluzione è sul I grado maggiore. Può talvolta collegarsi al III in progressione. Questo accordo è considerato un accordo di nona di dominante priva di fondamentale poiché tutte le note dell'accordo sono presenti nelle parziali armoniche naturali della fondamentale, in questo caso la settima, che corrisponde al VI della tonalità maggiore, è la nona dell'accordo di nona costruito sulla dominante di una tonalità maggiore. In DO maggiore: sol si re fa la. Se omettiamo la fondamentale ci rimane esattamente l'accordo di settima sul VII maggiore: si re fa la.
In questo caso la settima, il VI, non deve essere preparata perché presente nelle parziali armoniche.
L'accordo di terza specie è presente anche nelle tonalità minori e si trova sul II.
In questo caso la funzione è di sottodominante e si collega al V e la settima che corrisponde alla tonica di una tonalità minore deve essere preparata. In la minore: si re fa la
Ogni singolo accordo di settima di terza specie ha quindi una doppia funzione armonica: funzione di dominante in una tonalità maggiore e funzione di sottodominante in una tonalità minore.

## Settima di quarta specie
L'accordo di settima di quarta specie (es. Domaj7) nello stato fondamentale è composto da una terza maggiore, una quinta giusta e una settima maggiore. Si trova sul I o sul IV grado di una scala maggiore e sul VI grado di una scala minore
In questo caso, la settima non è presente nelle parziali armoniche della fondamentale e trovandosi ad un semitono dalla fondamentale la settima più che essere una vera e propria settima ha più il sentore di un'appoggiatura ascendente. La settima può anche trovarsi come nota di passaggio che dalla fondamentale scende di grado per raggiungere il grado posto ad una terza discendente di distanza dalla fondamentale. In realtà è proprio da questo procedimento che si è arrivati alla codifica degli accordi di settima come strutture a sé stanti e ben delineate.

## Settima di quinta specie
L'accordo di settima di quinta specie, noto anche come settima diminuita, è un accordo molto particolare in quanto è composto da una sovrapposizione di tre terze minori. È infatti composto da un intervallo di terza minore, uno di quinta diminuita e uno di settima diminuita (ad esempio: Sol - Si♭ - Re♭ - Fa♭). Conseguenza della sua struttura perfettamente simmetrica è che ogni rivolto di questa quadriade è costituito sempre dalla medesima successione di tre intervalli di terza minore, e per questo motivo è futile cercare di identificare una precisa fondamentale dell'accordo. Accordo impiegato soprattutto come espediente per modulare potendo scegliere come fondamentale una qualunque delle sue note.
Esso trova generalmente collocazione sulla sensibile della scala minore e ha quindi funzione di dominante perciò risolve sul I° minore o maggiore.
Considerando che ogni nota dell'accordo può essere considerata la sua fondamentale, ogni nota è quindi una potenziale sensibile di altre tre tonalità maggiori/minori e tramite lettura enarmonica di alcune sue componenti è possibile modulare in altre 3 diverse tonalità maggiori o minori
Esempio:
1) Si Re Fa La♭ è VII7 in Do minore
2) Re Fa La♭ Do♭ VII7 di Mi♭ minore
3) Mi♯ Sol♯ Si Re VII7 di Fa♯ minore
4) Sol♯ Si Re Fa VII7 di La minore
L'armonia tradizionale non prevede la preparazione della settima proprio perché non ha senso parlare di "settima" nei confronti di una fondamentale che non c'è. L'accordo in questione va considerato come un'entità a sé, un accordo "vagante" tra 4 diverse tonalità. Caratteristica che ha in comune con l'accordo aumentato

## Settima di sesta e settima specie
Esistono altre due tipologie di accordo di settima:
- L'accordo di settima di sesta specie nasce da una terza minore, una quinta giusta e una settima maggiore (triade minore più settima maggiore). Presente sul I° minore di una tonalità minore col VII° alterato. Esempio: Do Mib Sol Si. Così come nell'accordo di quarta specie, la settima più che una settima vera e propria, è considerata un'appoggiatura ascendendente. In effetti questa specie è a tutti gli effetti la versione minore dell'accordo di quarta specie.
- L'accordo di settima di settima specie è formato da una terza maggiore, da una quinta eccedente e da una settima maggiore (triade eccedente e settima maggiore). Anche in questo caso è futile parlare di accordo in sé e per sé perché sia la settima che la quinta dell'accordo sono considerate appoggiature. In do minore: Mi♭ Sol Si Re che diventa Mi♭ Sol Do con raddoppio del Do ovvero I6 della tonalità di Do minore. Oppure in La bemolle minore: Mi♭ Sol Do♭ Re che diventa Mi♭ Sol Si♭ Mi♭.